# Ron Trent
Ron Trent est un musicien de musique électronique américain né à Chicago le 23 mai 1973. Il est, avec Chez Damier, le fondateur du label Prescription Records,.

## Biographie
Né le 23 mai 1973, Ron Trent est encore au lycée lorsqu'il enregistre en 1990 son premier maxi The Afterlife sur lequel figure le morceau Altered States, considéré comme un classique de l'acid.